# Nikolaï Pimonenko
Nikolaï Pymonenko (en ukrainien : Микола Корнiлович Пимоненко ; né le 9 mars 1862 - mort le 26 mars 1912) est un peintre réaliste ukrainien.

## Biographie
Mykola  Pymonenko naît à Kiev en 1862. Il est le fils de Kornylo Pymonenko, peintre d'icônes. Il étudie à l'école de dessin de Kiev de 1878 à 1882, puis à l'Académie impériale des beaux-arts de Saint-Pétersbourg de 1882 à 1884, où il a comme professeur Vladimir Orlovski. À l'issue de ses études, il enseigne à l'école de dessin de Kiev de 1884 à 1900, puis à l'école des beaux-arts de Kiev de 1900 à 1906 . Il a eu dans sa classe le peintre Kasimir Malevitch.
Il participe à des expositions de la Société des Artistes russes du sud de 1891 à 1896, et de la Société des Ambulants (en russe : Передвижники, Peredvizhniki) à partir de 1893. Il rejoindra formellement le mouvement des Ambulants en 1899. En 1904, il devient membre de l'Académie impériale des beaux-arts de Saint-Pétersbourg.
Il meurt à Kiev en 1912, et est enterré au cimetière Lukyanov.

## Mémoire
Un musée consacré à Pymonenko se trouve dans le village de Malioutianka
, près de Kiev.

## Œuvres
Pymonenko a exécuté plus de 700 scènes de genre, paysages et portraits dont plusieurs ont été reproduits sur des cartes postales. Il s'attache à reproduire fidèlement les différents aspects de la vie des Ukrainiens. Parmi ses tableaux, on peut citer Au Marché (1898), Victime du fanatisme (1899), Avant la tempête (1906) ou encore Hopak (1908).
Pymonenko a également composé de illustrations pour plusieurs poèmes de Tarass Chevtchenko, et dans les années 1890, il a participé aux fresques de la Cathédrale Saint-Vladimir de Kiev.

## Galerie

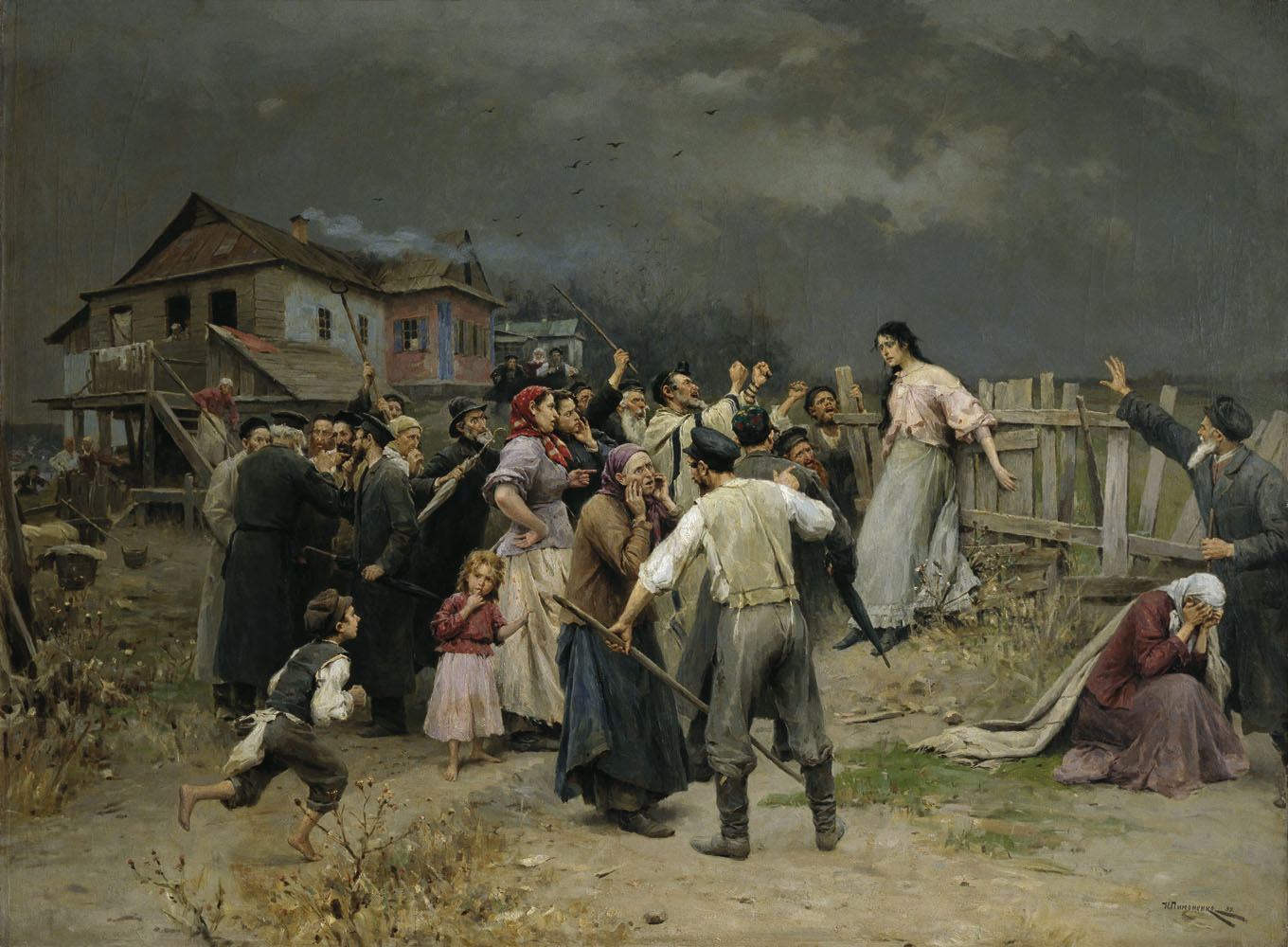
Victime du fanatisme (1899).
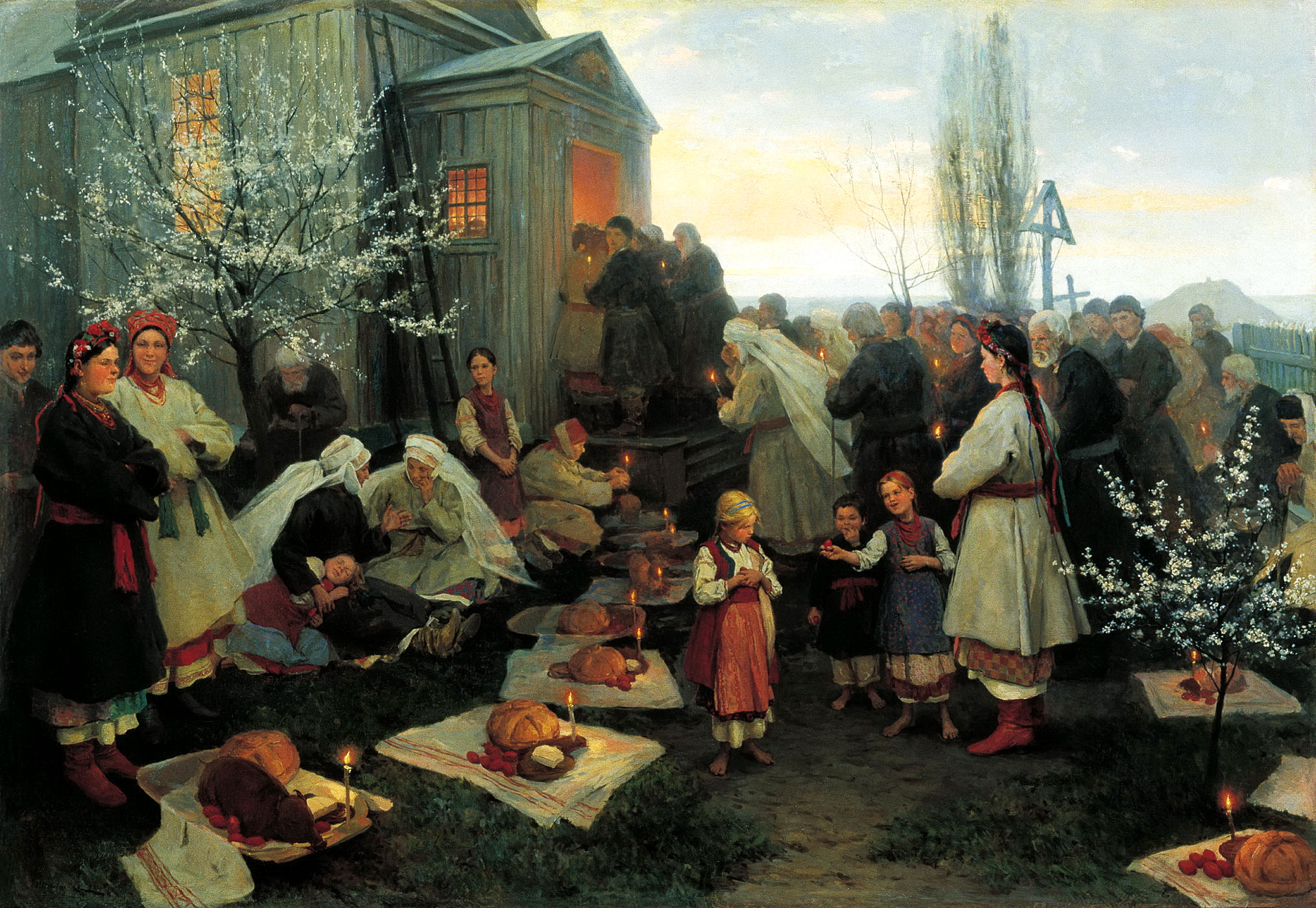
Prière du matin de Pâques en Petite Russie (1891).
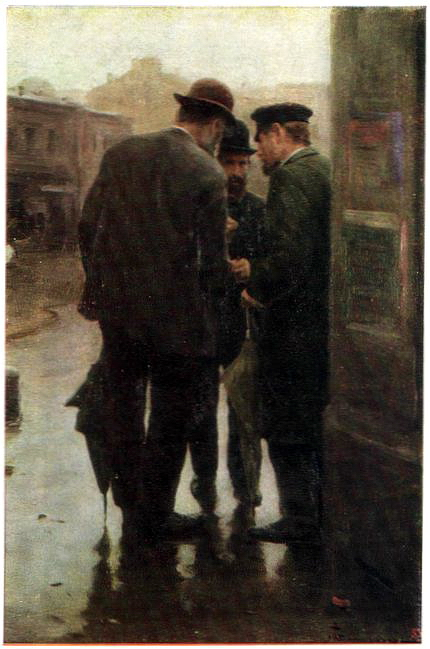
Conversation.
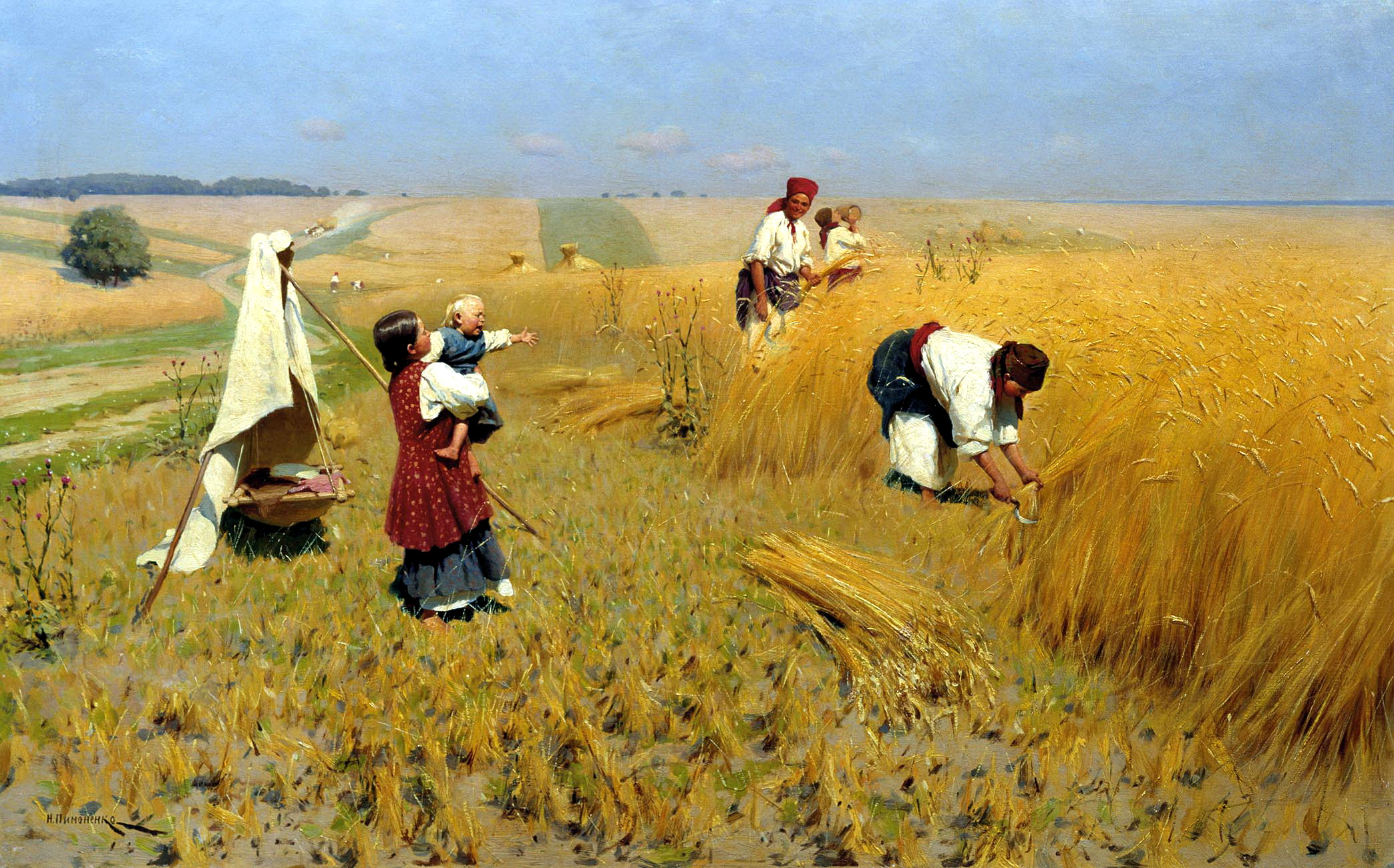
Récolte en Ukraine.